# Largo dos Açorianos

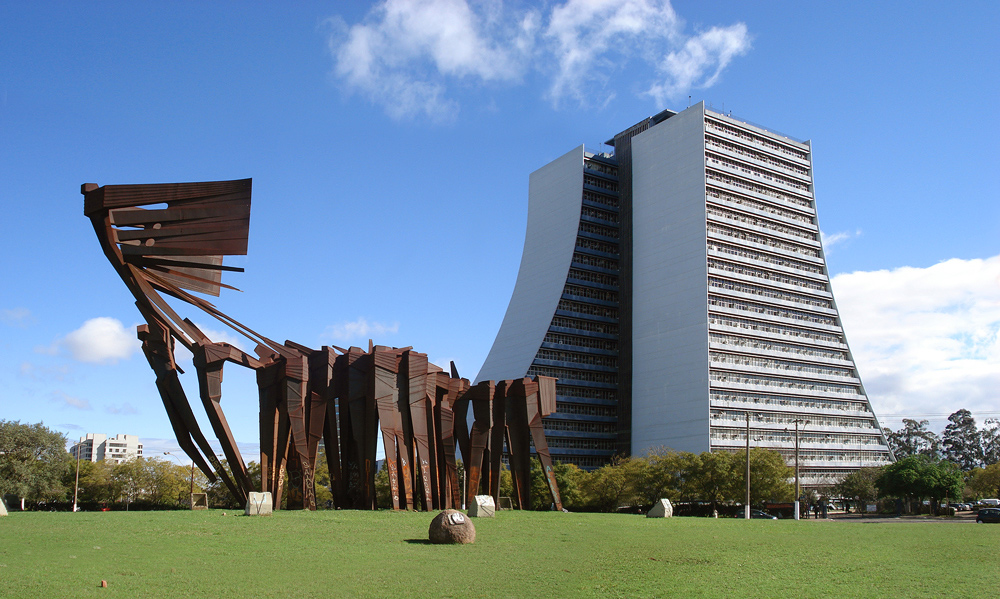
O monumento do Largo dos Açorianos

O Largo dos Açorianos, também chamado Praça dos Açorianos, é um logradouro público da cidade brasileira de Porto Alegre.
Nele se localizam o moderno Monumento aos Açorianos e a antiga Ponte de Pedra. Próximo ao largo está situado também o Centro Administrativo do Estado do Rio Grande do Sul. O largo é cortado por duas grandes avenidas, horizontalmente pela Loureiro da Silva e verticalmente pela Borges de Medeiros, através do Viaduto Açorianos.
Construída em 1848, durante o governo do Duque de Caxias, a Ponte de Pedra cruzava o Arroio Dilúvio, mas esse teve seu curso alterado em 1937, junto à Avenida Ipiranga. Apesar disso, a ponte não foi derrubada e, em 1979, ocorreu seu tombamento. Atualmente, há um espelho d'água sob seus três pilares em forma de arco.
Já o Monumento aos Açorianos, criado por Carlos Tenius, presta uma homenagem aos casais açorianos que colonizaram Porto Alegre em 1752. Na escultura de metal, os corpos unidos de pessoas fazem lembrar o casco de um navio.